# معرض NT-Art
معرض NT-Art متحف عرض في أوديسا افتتح في 20 ديسمبر 2007 يضم مجموعة تزيد عن 3 آلاف قطعة، متنوعة بين لوحات ورسومات ومنحوتات وصور لمؤلفين أوكرانيين (من فترة الخمسينيات إلى يومنا هذا).

## مجموعة الأعمال
• تتميز المجموعة الأكبر والأكثر تنوعًا بشكل عام بأعمال قائد مدرسة أوديسا للرسم يوري إيجوروف، نجن الفنون المحلي.
• واحدة من أكبر مجموعات أعمال الفنانين في أوديسا (الكساندر انفريف، وفلاديمين سترلينكوف، وفيكتور مارجوك، ولودميلا ياستريب، وغيرهم)
• اللوحات الانطباعية للفنانين المعاصرين للمدرسة الروسية الجنوبية في أواخر القرن التاسع عشر مثل كونستيانتين لوميكين ، ميكولا شيلجوتو ، ألبين جافدزينسكي، فولوديمير ليتفينينكو، أوريست سليشينسكي، أدولف لوزا، وفيكتور جوراكوفسكي.
• الفن الأوكراني المعاصر من التسعينيات حتى يومنا هذا (أوليكساندر جنيليتسكي ، أرسين سافادوف ، فاسيل تساغولوف ، إيغور جوسيف ، إيليا تشيكان ، أولكسندر رويتبورد ، ماكسيم مامسيكوف ، أوليج تيستول ، فولوديمير كوزوهار ، يوري سولومكو.